# 민족기
민족기는 특정 민족을 상징하는 깃발이다. 민족기는 종종 각각의 문화적 또는 정치적 민족 운동을 통해 민족 공동체에 소개된다. 그들은 디아스포라, 소수 민족, 그리고 일부 소수 민족 대다수에게, 특히 다민족 국가에서 인기가 있다. 민족기는 국가의 국기 자체의 개념과 마찬가지로 19세기 후반에 처음 등장한 현대적인 것으로, 엄밀히 말하면 국가의 국기는 그 자체로 "민족기"이며, 특히 이레덴티즘의 맥락에서 인접한 주의 소수 민족들에 의해 자주 사용된다.
민족기는 종종 제안되거나 인식되지 않는 국가의 "국기"를 나타내면서, 이레덴티즘에서 사용된다. 최초의 이러한 국기는 바스크 국기(1894) 또는 50년 후 이스라엘의 국기가 된 1898년부터 시온주의를 상징하기 위해 사용된 "시온의 국기"와 같이 19세기 말에 디자인 되었다.
대부분의 초기 민족기는 아라라트 공화국의 국기(1927)로 유래된 쿠르디스탄의 국기와 같이 각 민족이 주장하는 인식하지 못하는 국가와 관련이 있음을 의미한다. 히스패닉계 민족의 국기는 1932년에 디자인되었다.
또는 제1차 세계 대전 당시 아랍 반란의 깃발로 기원한 범아랍 국기, 범슬라브주의(1848년), 범이란주의, 범투르크주의 등 범국가주의를 나타낼 수도 있다.
다민족 국가 내의 민족을 상징하기 위해 반드시 이레덴티즘과 연결되지 않는 민족기를 사용하는 개념은 20세기 후반 호주 원주민 국기(1971년), 아시리아 국기(1971년), 루마니아 국민의 국기(1971년), 베르베르 국기(1970년대), 사미 국기(1986년) 또는 마오리 국기(1990년)와 같이 대중화되었다. 민족기 또는 부족기를 디자인하는 것은 1990년대 이후 특히 온라인 사용을 위해 매우 인기를 끌었으며, 대부분 어떤 종류의 "공식적인" 지위를 갖지 않으며 사실상의 사용을 기준으로 판단해야 한다. 많은 경우 주권 국가의 국기는 국민들에 의해 사실상의 민족기로 자주 보이고 사용된다.

## 같이 보기
- 옛 나라 목록
- 마이크로네이션의 국기 목록